# 南直路街道
南直路街道是中国黑龙江省哈尔滨市道外区下辖的一个街道。

## 行政区划
下辖以下地区：
哈一机社区、和平社区、红旗社区、宏伟社区、卫星社区、先锋社区、炼油社区、天木社区和泰山社区。